# هاینریش آلتواتر
هاینریش آلتواتر (انگلیسی: Heinrich Altvater; ۲۷ اوت ۱۹۰۲ – ۲۵ فوریهٔ ۱۹۹۴) بازیکن فوتبال اهل آلمان بود.
از باشگاه‌هایی که در آن بازی کرده‌است می‌توان به اشاره کرد.
وی همچنین در تیم ملی فوتبال آلمان بازی کرده‌است.